# Älta mosse-Strålsjön
Älta mosse – Strålsjön är ett naturreservat beläget i Nacka kommuns kommundel Älta, i Nacka socken i Södermanland (Stockholms län). Tillsammans med intilliggande naturreservat Strålsjön – Erstavik bildar båda delarna ett stort sammanhängande rekreationsområde med Strålsjön i mitten. Älta mosse – Strålsjön omfattar ett areal av 52 hektar varav Strålsjön ingår med ungefär 0,5 hektar. Reservatet bildades 1995. Det ägs och drivs av Nacka kommun.

## Beskrivning
Älta mosse ligger sydväst om Strålsjön och är cirka en kilometer lång och 700 meter bred. Området begränsas av bostadsbebyggelse på tre sidor mot sydväst. Älta mosse är Nackas största högmosse och ett av Stockholmstraktens större torvmossar. Området präglas huvudsakligen av sank mark med gles björkskog som omges av höjder med granskog och hällmarkstallskog.
Hela mossen bär fortfarande spår efter torvbrytningen för en torvströfabrik som bedrevs i närheten av Lovisedalstorpet och som fanns här i början av 1900-talet. Många vattenfyllda täktgropar- och diken vittnar idag om verksamheten. Ändå existerar typiska mossväxter som tranbär, pors, skvattram och hjortron kvar. Ändamålet med reservatet är ”att bevara en mindre vanlig naturtyp”. Området anses av kommunen vara av stor betydelse för det rörliga friluftslivet, vilket även bidrog till bildandet av reservatet.